# Diclofenamide
Diclofenamide (hoặc dichlorphenamide) là một sulfonamid và chất ức chế anhydrase carbonic thuộc nhóm meta-disulfamoylbenzene.

## Công dụng
Diclofenamide đã được chấp thuận tại Hoa Kỳ vào năm 1958 với tên Daranide để điều trị bệnh tăng nhãn áp, Sau đó, nó đã được tìm thấy có hiệu quả trong các trường hợp động kinh kháng trị liệu. Năm 2015, loại thuốc này đã được chấp thuận ở Mỹ dưới tên Keveyis là một loại thuốc mồ côi để điều trị chứng hạ kali máu nguyên phát và tê liệt định kỳ.

## Giá cả
Năm 2001, diclofenamide có giá niêm yết ở Mỹ là 50 đô la cho một chai 100 viên thuốc, và được chấp thuận cho bệnh tăng nhãn áp. Merck đã ngừng sử dụng diclofenamide khi thuốc tăng nhãn áp tốt hơn được phát triển. Trong năm 2010, Sun Dược Industries đã mua bản quyền. Vào năm 2015, FDA đã phê duyệt nó như một loại thuốc mồ côi, với quyền tiếp thị độc quyền 7 năm, cho sự tê liệt định kỳ, công ty ước tính ảnh hưởng đến 5.000 người ở Mỹ vào năm 2016, Strongbridge Biopharma mua lại Sun, đã tăng giá lên 15.001 đô la cho 100 thuốc. Chi phí điều trị sẽ dao động từ $ 109.500 đến $ 219.000 một năm. Sun cung cấp thuốc miễn phí cho những bệnh nhân không có bảo hiểm.